# Laemophloeus biguttatus
Laemophloeus biguttatus là một loài bọ cánh cứng trong họ Laemophloeidae. Loài này được Say miêu tả khoa học năm 1825.